# Tjålmukjávrátj (Arjeplogs socken, 740045-156819)
Tjålmukjávrátj (äldre stavning Tjålmokjauratj) är en sjö i Arjeplogs kommun i Lappland och ingår i Piteälvens huvudavrinningsområde. Sjön har en area på 0,131 kvadratkilometer och ligger 459 meter över havet. Tjålmukjávrátj ligger i Piteälven Natura 2000-område.

## Delavrinningsområde
Tjålmukjávrátj ingår i det delavrinningsområde (739888-156743) som SMHI kallar för Mynnar i Tjeggelvas. Medelhöjden är 635 meter över havet och ytan är 9,36 kvadratkilometer. Det finns inga avrinningsområden uppströms utan avrinningsområdet är högsta punkten. Harrejåkkå som avvattnar avrinningsområdet har biflödesordning 2, vilket innebär att vattnet flödar genom totalt 2 vattendrag innan det når havet efter 283 kilometer. Avrinningsområdet består mestadels av skog (62 procent) och kalfjäll (36 procent). Avrinningsområdet har 0,13 kvadratkilometer vattenytor vilket ger det en sjöprocent på 1,4 procent.